# Coptotomus interrogatus
Coptotomus interrogatus là một loài bọ cánh cứng trong họ Bọ nước. Loài này được Fabricius miêu tả khoa học năm 1801.
Loài này sinh sống ở Bắc Mỹ và Tân nhiệt đới.

## Liên kết
- Dữ liệu liên quan tới Coptotomus interrogatus tại Wikispecies